# Молсворт, Гилфорд Линдси
Гилфорд Линдси Молсворт (англ. Guilford Lindsey Molesworth; 3 мая 1828 — 21 января 1925) — английский гражданский инженер, рыцарь-командор (англ. KCIE) Ордена Индийской империи.

## Биография

### Ранние годы
Молсворт родился в Миллбруке, графство Гэмпшир, в семье Джона Эдварда Нассау Молсворта, викария Рочдейла, который был правнуком Роберта Молсворта, 1-го виконта Молсворта. Внучатой племянницей сэра Гилфорда была Маргарет Патриция Молсворт (1904—1985), бабушка Софи, графини Уэссексской. Молсворт получил образование в Колледже инженеров-строителей в Патни, обучался у мистера Докрея на Лондонской и Северо-западной железной дороге (англ. London and North Western Railway) и у сэра Уильяма Фэрбэрна в Манчестере.

### Карьера
Он стал главным помощником инженера железной дороги Лондона, Брайтона и Южного побережья, но вскоре ушёл в отставку, чтобы вести строительство в Королевском арсенале в Вулидже во время Крымской войны. Он получил медаль Ватта и премию Мэнби в 1858 году от Института инженеров-строителей за свою статью «Переработка древесины с помощью машин». Вернулся в Лондон на несколько лет, работал по профессии, затем в 1859 году отправился на Цейлон, а в 1862 году стал главным инженером государственной железной дороги на Цейлоне. С 1871 по 1889 год был инженером-консультантом в правительстве Индии по вопросу государственных железных дорог. Получил медали от правительства Великобритании за заслуги во время афганской и бирманской войн, а в 1904 году был президентом Института инженеров-строителей.
Несколько раз проводились консультации с Молсвортом о целесообразности использования узкой колеи, а не широкой. Как правило, он был против узкой колеи, поскольку считал экономию средств иллюзорной. Его широкая линия колеи до Канди является доказательством того, что эта колея практична на крутых горных склонах.

### Комментарии
1. ↑  Molesworth History. moleswoth.id.au. — «В 1999 году, когда я (достопочтенный (12-й) виконт Роберт Молесворт) имел честь быть приглашенным в Виндзорский замок, чтобы представлять семью в браке принца Эдварда с Софи Рис-Джонс (чья бабушка по отцовской линии была Маргарет Патриция Молсворт)…Оригинальный текст (англ.)In 1999, when I (the Right Honourable the (12th) Viscount Robert Molesworth) had the honour to be invited to Windsor Castle to represent the family at the marriage of Prince Edward to Sophie Rhys-Jones (whose paternal grandmother was Margaret Patricia Molesworth)…». Дата обращения: 6 октября 2017. Архивировано 26 июля 2020 года.